# 伏見博英
伏見博英（1912年10月4日—1943年8月21日）是伏見宮第25代当主伏見宮博恭王的第四子，伯爵（華族）出身，為皇族時稱博英王。

## 簡歷
第六十二期海軍兵學校學生，後為大日本帝國海軍工作。1936年4月1日被臣籍降下，昭和天皇以其出身賜姓伏見，敘任伯爵。他後來屬於第3連合通信隊司令部，在1943年8月21日，他在印度尼西亞蘇拉威西島南部的波尼灣上空作戰時遭敵軍戰機擊落喪生，追晉海軍少佐。
- 1912年10月4日 - 出生。
- 1932年10月 - 擔任貴族院皇族議員。
- 1936年4月1日 - 臣籍降下，為伯爵伏見博英。
- 1943年8月21日 - 戰死。

墓地在青山靈園的警視廳墓地，伏見伯爵家家督位置由兄長華頂博信的次子伏見博孝作為伏見博英的養子來繼承。

## 家庭
- 父：伏見宮博恭王
- 母：德川經子（公爵德川慶喜九女）
- 兄弟：博義王 - 恭子女王 - 博忠王 - 博信王 - 敦子女王 - 知子女王 - 博英王
- 養子：博孝（兄・博信王の次男）
- 妻：柳澤豐子（1916-1939、伯爵柳澤保承三女）

- 女：元子（堂本泰三夫人）
- 女：誓寬
- 女：順子（夭折）

- 後妻：黑田定子（男爵黑田長和長女）

- 佳子（伏見和夫夫人，伏見和夫為伏見博孝的養嗣子繼承伏見伯爵家）

### 伏見伯爵家家系
1. 伏見博英（1936－1943）
2. 伏見博孝（1943－1991）
3. 伏見和夫（1991－）
  - 伏見仁志

## 外部連結
- 伏見宮家御家族の写真アルバム （页面存档备份，存于）

| 王位覬覦者              | 王位覬覦者                    | 王位覬覦者      |
| ----------------------- | ----------------------------- | --------------- |
| 日本皇室                |                               |                 |
| 無 原因：伏見伯爵家創立 | 伏見伯爵家當主 1936年－1943年 | 繼任： 伏見博孝 |